# SpaceX CRS-30
SpaceX CRS-30 byla zásobovací mise lodi Dragon 2 společnosti SpaceX k Mezinárodní vesmírné stanici (ISS), desátá v rámci programu Commercial Ressuply Services 2. Start kosmické lodi s necelými 3 tunami zásob a provozního a vědeckého materiálu se uskutečnil 21. března 2024 a připojení k ISS o dva dny později. Let skončil 30. dubna 2024.

## Kosmická loď Cargo Dragon

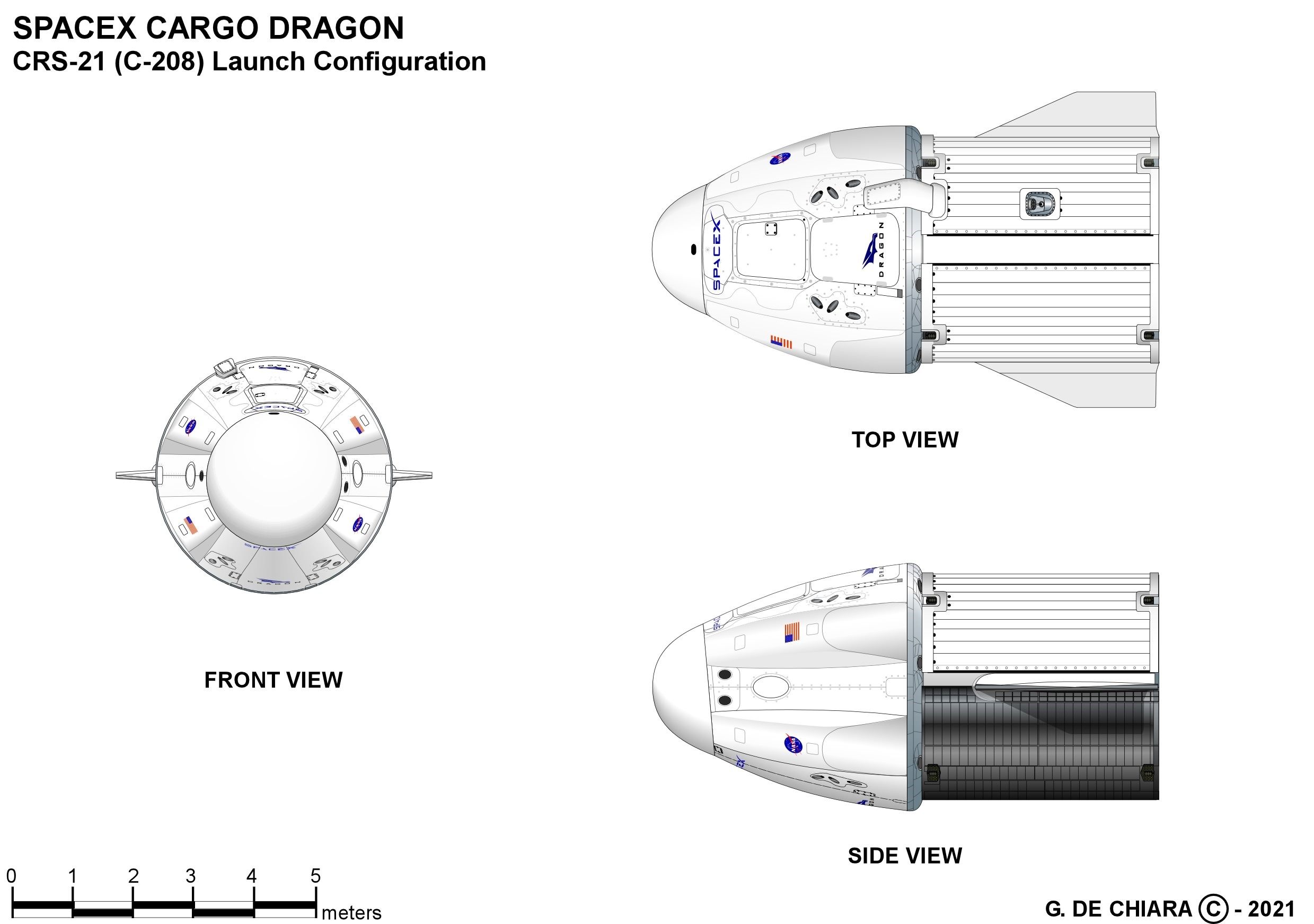
Cargo Dragon ve startovní konfiguraci.

Cargo Dragon je nákladní kosmická loď navržená společností SpaceX, v současnosti jediný prostředek schopný dopravit náklad nejen ze Země na nízkou oběžnou dráhu, ale také nazpět. Tvoří ji znovupoužitelná kabina kónického tvaru a nástavec v podobě dutého válce (tzv. trunk). V kabině je pro náklad určen hermetizovaný prostor 9,3 m3 a v nástavci nehermetizovaných 12,1 m3 pro náklad, který nemusí být přepravován v kabině, zejména proto, že bude umístěn na vnějším povrchu ISS. Sestava kabiny a nástavce ve startovní pozici měří na výšku 8,1 metru a v průměru má 4 metry.
Celková nosnost lodi při startu je 6 000 kg na oběžnou dráhu a až 3 307 kg na ISS, z toho až 800 kg v nástavci. Zpět na Zemi může loď dopravit až 3 000 kg nákladu a v nástavci, který před přistáním odhodí, až 800 kg odpadu z ISS. SpaceX uvádí životnost lodi 75 dní, NASA však využívá zhruba polovinu této doby a nákladní Dragony se na Zemi vracejí po 5 až 6 týdnech.

## Průběh letu
První informace o plánovaném termínu startu – nejdříve 4. března 2024 – vyplynula v červnu 2023 z oznámení Yaleovy univerzity ohledně jejího cubesatu určeného k vypuštění současně s lodí CRS-30. Termín byl upřesněn v polovině února 2024 nejprve na 13. března 2024 kolem 00:30 UTC a o několik dní později na 12. března 2024 v 00:47 UTC. Týden před plánovaným startem došlo k dalšímu odkladu na 15. března ve 23:13 UTC a za další 4 dny znovu, tentokrát na 21. března 2024 v 20:54 UTC. Ve stejný den tak k ISS měly odletět dvě lodi – ruský Sojuz MS-25 s návštěvní posádkou a jednou členkou nadcházející Expedice 71 by se však ke stanici díky krátké, tříhodinové trajektorii dostal dříve, než měla CRS-30 odstartovat. Start Sojuzu však byl z technických důvodů odložen o dva dny s tím, že se naopak uskuteční až poté, co CRS-30 bezpečně zakotví k ISS. 
Mise CRS-30 odstartovala z rampy SLC-40 Základny Vesmírných sil Cape Canaveral (CCSFS) 21. března 2024 v 20:55:09 UTC jako desátý let nákladní verze lodi Dragon 2 a vůbec první start lodi Dragon 2 z tohoto startovacího komplexu (všechny předchozí lety startovaly o několik kilometrů dál, z rampy LC-39A v Kennedyho vesmírném středisku).
K hornímu portu modulu Harmony se kabina C209 při svém 4. letu připojila 23. března v 11:19 UTC. Odpojení od stanice bylo nejprve naplánováno na 26. dubna 2024 v 17:05 UTC, dva dny před plánovaným termínem ale bylo o den odloženo (na 27. dubna 2024 ve stejném čase). Pro přistání se počítalo s až sedmi možnými lokalitami. Kvůli počasí následoval ještě jeden odklad na 28. dubna, opět ve stejném čase. 
Kabina se od ISS oddělila 28. dubna 2024 v 17:10 UTC. Po návratové proceduře přistála 30. dubna 2024 v 05:38 UTC na padácích do vod Atlantského oceánu nedaleko floridského města Tampa.

## Užitečné zatížení

### Při příletu
Dragon 2 veze na ISS 2841 kilogramů nákladu, z toho 2210 kg v hermetizované kabině:
- zásoby pro posádku, zejména potraviny a osobní věci (545 kg),
- vybavení pro výstupy do volného prostoru (90 kg),
- počítačové vybavení (25 kg),
- materiály a technika pro vědecký program NASA a jejích partnerů (1135 kg),
- zařízení a vybavení pro údržbu a rozvoj stanice (415 kg).

Zbývajících 631 kg nákladu je upevněno v nehermetizovaném prostoru (trunku) a tvoří ho přístroje a vybavení určené k umístění na vnější povrch stanice. 
Mezi vědeckými projekty dovezenými na ISS byly mimo jiné: 
- APEX-09: C4 Photosynthesis in Space – výzkum metabolismu rostlin v mikrogravitaci provedený monitorováním vzorků svou druhů trav a srovnáním s kontrolním experimentem provedeným za Zemi;[18]
- Multi-Resolution Scanning – testovací sada nových senzorů pro volně létající roboty Astrobee, které umožňují 3D snímání, mapování udržování povědomí o situaci v okolí; Takové systémy by mohly podpořit budoucí mise na Gateway a na povrch Měsíce tím, že zajistí automatickou detekci závad, automatizovanou a vzdálenou údržbu, autonomní provoz vozidel a skenování povrchu pomocí roverů;[19]
- Nano Particle Haloing Suspension – studie z oboru fluidní fyziky a nanočástic, která by mohla být přínosem pro technologii solárních článků;[20]
- Nanoracks-Killick-1 – projekt monitoringu stavu mořského ledu a oceánů.[21]

### Při návratu
Loď při návratu na Zemi může odvézt různý materiál o hmotnosti až 1950 kg. Obvykle ho tvoří zejména výsledky vědeckých experimentů provedených na palubě stanice, nebo součásti vybavení stanice určené k výměně nebo opravám před znovupoužitím na stanici. Podle zveřejněných informací CRS-30 přivezla na zemi více než 1850 kg vědeckého materiálu.